# 1946. február 18-i konzisztórium
Az 1946. február 18-i konzisztóriumot XII. Piusz pápa hívta össze 1945. december 23-án. Összesen 32 új bíborost kreált.
| Nº                     | Ország                    | Név                                        | Életkor                | Hivatal                                                 |
| Pápaválasztó bíborosok | Pápaválasztó bíborosok    | Pápaválasztó bíborosok                     | Pápaválasztó bíborosok | Pápaválasztó bíborosok                                  |
| ---------------------- | ------------------------- | ------------------------------------------ | ---------------------- | ------------------------------------------------------- |
| 1                      | Libanon                   | Grégoire-Pierre XV (François) Agagianian   | 50                     | örmény katolikus pátriárka                              |
| 2                      | Amerikai Egyesült Államok | John Joseph Glennon                        | 83                     | a Saint Louis-i főegyházmegye érseke                    |
| 3                      | Olasz Királyság           | Benedetto Aloisi Masella                   | 66                     | Brazília apostoli nunciusa                              |
| 4                      | Olasz Királyság           | Clemente Micara                            | 66                     | Belgium apostoli nunciusa                               |
| 5                      | Lengyelország             | Adam Stefan Sapieha                        | 78                     | a Krakkói főegyházmegye érseke                          |
| 6                      | Amerikai Egyesült Államok | Edward Aloysius Mooney                     | 63                     | a Detroiti főegyházmegye érseke                         |
| 7                      | Franciaország             | Jules-Géraud Saliège                       | 75                     | a Toulouse-i főegyházmegye érseke                       |
| 8                      | Kanada                    | James Charles McGuigan                     | 51                     | a Torontoi főegyházmegye érseke                         |
| 9                      | Amerikai Egyesült Államok | Samuel Alphonsus Stritch                   | 58                     | a Chicagói főegyházmegye érseke                         |
| 10                     | Spanyolország             | Agustín Parrado y García                   | 73                     | a Granadai főegyházmegye érseke                         |
| 11                     | Franciaország             | Clément-Emile Roques                       | 65                     | a Rennes-i főegyházmegye érseke                         |
| 12                     | Hollandia                 | Johannes de Jong                           | 60                     | az Utrechti főegyházmegye érseke                        |
| 13                     | Brazília                  | Carlos Carmelo de Vasconcellos Motta       | 55                     | a São Pauló-i főegyházmegye érseke                      |
| 14                     | Franciaország             | Pierre-André-Charles Petit de Julleville   | 69                     | a Roueni főegyházmegye érseke                           |
| 15                     | Ausztrália                | Norman Thomas Gilroy                       | 50                     | a Sidneyi főegyházmegye érseke                          |
| 16                     | Amerikai Egyesült Államok | Francis Joseph Spellman                    | 56                     | a New York-i főegyházmegye érseke                       |
| 17                     | Chile                     | José María Caro Rodríguez                  | 79                     | a Santiago de Chile-i főegyházmegye érseke              |
| 18                     | Portugália                | Teodosio Clemente de Gouveia               | 56                     | a Lourenço Marques-i főegyházmegye érseke               |
| 19                     | Brazília                  | Jaime de Barros Câmara                     | 51                     | a Rio de Janeiró-i Szent Sebestyén főegyházmegye érseke |
| 20                     | Spanyolország             | Enrique Pla y Deniel                       | 69                     | a Toledói főegyházmegye érseke                          |
| 21                     | Kuba                      | Manuel Arteaga y Betancourt                | 66                     | a Havannai főegyházmegye érseke                         |
| 22                     | Németország               | Josef Frings                               | 59                     | a Kölni főegyházmegye érseke                            |
| 23                     | Peru                      | Juan Gualberto Guevara y de la Cuba        | 63                     | a Limai főegyházmegye érseke                            |
| 24                     | Egyesült Királyság        | Bernard William Griffin                    | 46                     | a Westminsteri főegyházmegye érseke                     |
| 25                     | Spanyolország             | Manuel Arce y Ochotorena                   | 66                     | a Tarragonai főegyházmegye érseke                       |
| 26                     | Magyarország              | Mindszenty József                          | 53                     | az Esztergomi főegyházmegye érseke                      |
| 27                     | Olasz Királyság           | Ernesto Ruffini                            | 58                     | a Palermói főegyházmegye érseke                         |
| 28                     | Németország               | Konrad von Preysing Lichtenegg-Moos        | 65                     | a Berlini egyházmegye püspöke                           |
| 29                     | Németország               | Clemens August von Galen                   | 67                     | a Münsteri egyházmegye püspöke                          |
| 30                     | Argentína                 | Antonio Caggiano                           | 57                     | a Rosariói főegyházmegye érseke                         |
| 31                     | Kína                      | Thomas Tien Ken-hsin (Tienchensing) S.V.D. | 55                     | a Csingtao-i apostoli vikariátus apostoli vikáriusa     |
| 32                     | Olasz Királyság           | Giuseppe Bruno                             | 70                     | a Zsinati Kongregáció titkára                           |